# Jakob Lorber
Jakob Lorber (Kaniža, 22 luglio 1800 – 24 agosto 1864) è stato un mistico, scrittore, musicista, insegnante e chiaroveggente sloveno, che parlava di sé stesso come dello "scrivano di Dio". Scrive nelle sue memorie, che dal 15 marzo 1840 comincia ad udire una 'voce interiore' proveniente dall'area del suo cuore, e da allora inizia a trascrivere quello che la voce gli avrebbe suggerito.
Al momento della sua morte, 24 anni più tardi, aveva scritto un volume di manoscritti equivalenti a 10.000 pagine stampate, da questo lavoro non ottenne alcuna ricompensa finanziaria, che del resto non chiedeva né si aspettava. L'opera di Jakob Lorber si divide in circa 24 libri, che nel loro insieme, sono chiamati la Nuova Rivelazione.
Anche se soltanto poche pagine del suo manoscritto erano state pubblicate durante la sua vita, Lorber predisse che infine tutti i suoi scritti sarebbero stati pubblicati e studiati in tutto il mondo.

## Biografia

### Vita in solitudine
Una breve biografia scritta dal suo amico Karl Gottfried Ritter von Leitner indica che Lorber era una persona semplice. Era nato a Kaniža, un piccolo villaggio della Slovenia (allora governato dall'Impero austriaco) dove venne formato come insegnante da villaggio. Aveva talento musicale ed imparò a suonare il violino, ricevendo lezioni dal violinista Paganini ed arrivando a suonare in un concerto di violino alla Scala di Milano. Nel 1841, nello stesso anno in cui dichiarò di cominciare a sentire la "voce interiore", a Jakob Lorber venne offerto il ruolo di direttore musico (vice-capocoro?) in un teatro di Trieste. Lui dichiarò che la sua voce interiore lo sollecitava a declinare l'offerta e ad intraprendere invece una vita di solitudine. Gli scritti di Lorber affermano che la voce interiore, che gli parlava in prima persona, si presentava come la voce di Gesù Cristo.
Lorber aveva un atteggiamento aperto, appreso grazie alla frequentazione dei filomati polacchi, un carattere franco ed amichevole riguardo alle sue "trascrizioni", ma nonostante questo si trovò al centro di polemiche e piccoli intrighi che avevano lo scopo di provare che era un mentitore. Ad esempio la sposa di uno dei suoi amici era certa che Lorber avesse studiato il materiale che pretendeva di udire dalla voce interiore, propria di una certa teosofia da lui studiata, ma non riuscì mai a trovare i libri di scienza che lei supponeva nascosti e consultati segretamente da Lorber, ed infine riuscì soltanto a scoprire che il suo unico materiale d'indagine bibliografico sarebbe stato una comune copia stampata della Bibbia.
Venne osservato mentre trascriveva le sue presunte allocuzioni interiori da uomini istruiti della città austriaca di Graz come il Dr. Justinus Kerner, il Dr. Ch. F. Zimpel, il sindaco di Graz Anton Hüttenbrenner, suo fratello il compositore Anselm Hüttenbrenner, il poeta e Segretario di Stato Karl Gottfried von Leitner, il Dr. Anton Kammerhuber, Leopold Cantily farmacista di Graz e altri. Questi uomini l'osservarono mentre scriveva e verificarono la semplicità della sua vita. Leopold Engel era uno dei suoi seguaci.

### Scritti visionari
Jakob Lorber si dichiarava incapace di capire molte delle cose che suppostamente gli venivano dettate dalla voce interiore, che scriveva di oggetti scientifici oppure di concetti come l'atomo, le particelle elementari ed il tremendo potenziale energetico nella materia, molto prima che fossero state scoperte o semplicemente ipotizzate le varie forme di energia nucleare.
Scrisse di un'era della tecnologia nella quale l'uomo avrebbe inventato la comunicazione wireless, avrebbe volato sopra gli oceani e costruito vagoni in acciaio viaggianti a velocità superiori a quelle delle frecce; ma anche delle conseguenze del bruciare vari tipi di combustibile fossile, dell'inquinamento, della deforestazione e del loro potenziale per causare una grande devastazione, che avrebbe provocato grandi tempeste e terremoti.
Scrisse di macchine di forma antropomorfa o simili a creature viventi (gli odierni robot) che avrebbero eseguito compiti umani "e che allora molte mani sarebbero rimaste inoperose e gli stomaci dei poveri e disoccupati sarebbero stati tormentati dalla fame".

#### Il Sole e Saturno abitati da 'corpi spirituali'
Inoltre Lorber afferma che corpi celesti come il Sole oppure Saturno sono abitati (da esseri dai corpi "spirituali" piuttosto che materiali).

#### Seconda venuta di Gesù Cristo
Mentre descrive la Seconda Venuta di Cristo, Lorber fornisce informazioni che alcuni lettori considerano oggi una descrizione di Internet e della possibilità di caricare e scaricare articoli e libri, oltre alla facilità di stamparli in milioni di copie:
Inoltre, io sveglierò di tempo in tempo alcune persone alle quali io detterò, attraverso il loro cuore, tutto quello che allora verrà detto durante la mia presenza qui, quello che succede e che viene discusso. Quello che viene scritto sarà moltiplicato entro sole poche settimane e giorni, verrà moltiplicato in molte migliaia di copie identiche in quella ottima maniera molto ben conosciuta e disponibile a molte persone a quei tempi, che allora le renderanno accessibili in modo più comodo a sé stessi e a tanti altri non tanto edotti. Allora le persone in quei giorni, quasi tutti quelli in grado di leggere e scrivere, saranno capaci di leggere e comprendere i nuovi libri. Questo nuovo modo di spargere i miei insegnamenti, direttamente dal cielo, consegnati di nuovo ed incontaminati, renderà possibile il raggiungere le persone di tutta la Terra molto più velocemente ed efficacemente rispetto a quel che è possibile adesso tramite i messaggeri inviati in mio nome, che pronunciano le mie parole per bocca. Quando in questo modo i miei insegnamenti saranno consegnati alle persone di buona volontà e di fede attiva, ed almeno un terzo dell'umanità saprà di questa cosa, allora io arriverò personalmente qui ed altrove e mi renderò fisicamente visibile a quelli che più mi amano, che da lungo tempo attendono il mio ritorno ed hanno una fede pienamente viva.»

## Teologia, geologia, storia, libera scelta
La prosa di Jakob Lorber è stata descritta come commovente, ed ha indotto alcuni lettori a compararla agli scritti di altri mistici come Emanuel Swedenborg e Jacob Böhme. Il suo Grande Vangelo di Giovanni consiste in una narrazione dettagliata in prima persona del ministero triennale di Gesù sulla Terra, di circa 5.000 pagine di lunghezza e si basa sulla stessa struttura del Vangelo secondo Giovanni, che viene descritto come un libro eterno, dal momento che persiste continuamente nell'apostolo Giovanni il desiderio di comprendere l'interpretazione più spirituale delle parabole di Gesù. Il libro più grande, confermerebbe le dichiarazioni di Gesù sull'essere se stesso Dio, e gli rivelerebbe molti altri miracoli di un grado stupefacente e molto più grandioso rispetto a quello dei Vangeli originali. Nel Grande Vangelo di Giovanni, il narratore, secondo Lorber lo stesso Gesù, spiegherebbe di essere il creatore dell'Universo materiale, ed affermerebbe di aver fatto questo per ispirare i suoi figli/bambini che altrimenti non l'avrebbero potuto percepire nella sua forma primordiale dello spirito.

### Evoluzione e geologia formulate in modo sostanzialmente corretto
Fornisce accurate descrizioni degli eoni di tempo trascorsi nella creazione della Terra. Lorber la spiega in modo simile alla moderna teoria dell'Evoluzione, descrivendo tutta la lunghissima strada percorsa fino al punto, diverse migliaia di anni fa, quando Gesù avrebbe messo Adamo sulla Terra, che a quei tempi avrebbero contenuto soltanto creature umanoidi che non avevano libero arbitrio, dal momento che semplicemente sarebbero stati i più intelligenti tra gli animali. Alcuni lettori hanno notato che Lorber scriveva queste cose molti anni prima che Charles Darwin pubblicasse la sua teoria sull'evoluzione nel 1859 (Darwin, oltre al grado accademico, cercava di applicare il metodo scientifico e si basava su dati oggettivi, su lievi e progressive divergenze di caratteristiche fisiche, osservate su popolazioni di uccelli delle Galápagos, in condizioni di grande isolamento evolutivo e grande deriva genetica rispetto al continente sudamericano).

### Libero arbitrio: inferno e paradiso
Nell'Opera il Grande Vangelo di Giovanni viene messo continuamente in risalto l'importanza del libero arbitrio. In tal modo il paradiso e l'inferno sono presentati come condizioni già presenti al nostro interno, espresse in base al fatto di vivere in armonia oppure contrariamente all'ordine stabilito da Dio. Il Grande Vangelo di Giovanni dichiara anche che i vangeli di San Giovanni e San Matteo sono stati scritti proprio al tempo degli eventi che narrano; ad esempio, Lorber scrive che Gesù specificamente chiese a Matteo di prendere note durante il Sermone della Montagna. Questo dato, preso in esame di prim'acchito, sembra essere contrario alla bibliologia su cui si basa la teologia cristiana più recente, che normalmente colloca la redazione del vangelo di Matteo alcuni anni dopo la risurrezione di Gesù Cristo e quello di Giovanni nel II secolo. Comunque, nel Grande Vangelo di Giovanni il narratore spiega come possa essere sorta tutta questa confusione. Lorber dichiara che vi furono molti successivi redattori-elaboratori del Vangelo di Matteo, includendo alcuni autori che si tramandavano il nome Matteo di padre in figlio, che hanno elaborato l'originale in un lungo periodo di tempo.

## Il manoscritto originale
Il manoscritto originale di Jakob Lorber si trova presso la Lorber Verlag di Bietigheim (Germania). Si tratta di piccoli quaderni antichi scritti con il pennino e l'inchiostro.

### In italiano
- Il grande vangelo di Giovanni - Il Signore riconsegna all'umanità la versione integrale del vangelo, libro di Jakob Lorber.
Trad: S. Piacentini, Editore: Gesù La Nuova Rivelazione. Venezia, 2008
ISBN 88-95947-01-0; ISBN 978-88-95947-01-3
- Jakob Lorber. Lo scrivano di Dio, libro di Kurt Eggenstein. trad. it., Armenia, Milano 1992. ISBN
- I tre giorni nel Tempio – Rivelazioni di Dio al mistico Profeta Jakob Lorber, di Jakob Lorber. Casa editrice "Gesù La Nuova Rivelazione". Venezia, 2001.
- Oltre la soglia – Rivelazioni di Dio al mistico Profeta Jakob Lorber, di Jacob Lorber. Casa editrice "Gesù La Nuova Rivelazione". Venezia, 2001.
- La Forza Salutare della Luce Solare -  La luce solare per guarire le malattie. La dieta durante la cura. Come produrre i medicinali solari . Libro di Jakob Lorber. Edizioni Il Cerchio della Luna.
- Il governo della Famiglia di Dio - 1840/1844 - 3 vol. / Storia da Adamo fino a Noè - Casa editrice "Gesù la Nuova Rivelazione" - Bergamo
- Le dodici Ore - 1841 - Le atrocità dei popoli della Terra nel 1841 - Casa editrice "Gesù la Nuova Rivelazione" - Bergamo
- Il grande tempo dei tempi - 1841 - Una domanda: Qual è la più grande opera compiuta dalla Divinità - Casa editrice "Gesù la Nuova Rivelazione" - Bergamo
- La Luna - 1841 - La costituzione, la vita e lo scopo del nostro satellite - Casa editrice "Gesù la Nuova Rivelazione" - Bergamo
- Saturno - 1841/1842 La costituzione e la vita su tale pianeta - Casa editrice "Gesù la Nuova Rivelazione" - Bergamo
- La mosca - 1842 - Le attitudini e lo scopo di questo animale primordiale - Casa editrice "Gesù la Nuova Rivelazione" - Bergamo
- Il Grossglockner - 1842 - Lo scopo delle montagne - Casa editrice "Gesù la Nuova Rivelazione" - Bergamo
- Il Sole naturale - 1842 - La costituzione e la vita sul nostro Sole, quale un perfetto pianeta - Casa editrice "Gesù la Nuova Rivelazione" - Bergamo
- Il Sole spirituale - 1842/1843 - 2 vol. - Il più grande trattato sull'aldilà - Casa editrice "Gesù la Nuova Rivelazione" - Bergamo
- Spiegazioni di testi biblici - 1843/1844 - Il significato spirituale di alcune spiegazioni del Vangelo - Casa editrice "Gesù la Nuova Rivelazione" - Bergamo
- L'infanzia di Gesù - 1843/1844 - (il Vangelo di Giacomo) La vita di Gesù fino ai 12 anni - Casa editrice "Gesù la Nuova Rivelazione" - Bergamo
- Lettera di Paolo alla comunità di Laodicea - 1844 - Una lettera andata perduta e citata in Col. 4,16 - Casa editrice "Gesù la Nuova Rivelazione" - Bergamo
- Scambio di lettere fra Abgaro, re di Edessa , e Gesù - 1845 - L'unico atto epistolare di Gesù - Casa editrice "Gesù la Nuova Rivelazione" - Bergamo
- La Terra - 1845/1847 - La costituzione fisica della nostra Terra e come intendere lo spirituale nel naturale - Casa editrice "Gesù la Nuova Rivelazione" - Bergamo
- Oltre la soglia - 1847 - Cosa avviene prima, durante e dopo la morte. Dieci casi - Casa editrice "Gesù la Nuova Rivelazione" - Bergamo
- Testimonianze dalla natura - 1840 - Spiegazioni di fenomeni della natura e sul regno minerale, vegetale e animale - Casa editrice "Gesù la Nuova Rivelazione" - Bergamo
- Il vescovo martino - 1847/1848 - La vita errante di un vescovo nell'aldilà fino a diventare figlio di Dio - Casa editrice "Gesù la Nuova Rivelazione" - Bergamo
- Dall'inferno al Cielo / (Robert Blum) - 1848/1851 2 vol. - La redenzione dei peccatori nell'aldià - Casa editrice "Gesù la Nuova Rivelazione" - Bergamo
- I tre giorni nel Tempio - 1859/1860 - Cosa fece Gesù nel Tempio nei tre giorni con i tempiari - Casa editrice "Gesù la Nuova Rivelazione" - Bergamo
- Doni del Cielo - 1840/1864 - 3 vol. - Innumerevoli risposte del Signore alle domande degli amici di Lorber - Casa editrice "Gesù la Nuova Rivelazione" - Bergamo
- Il grande Vangelo di Giovanni - 1851/1864 - I tre anni di insegnamento di Gesù giorno per giorno - Casa editrice "Gesù la Nuova Rivelazione" - Bergamo

### In tedesco
- (DE)  Die Jugend Jesu. Das Jakobus-Evangelium durch das Innere Wort wiederempfangen (7. Auflage, OPb gr. 8°, pp. 430), libro di Jakob Lorber. Lorber editore, Bietigheim, 1980.
- (DE)  Kurt Hutten: Seher - Grübler - Enthusiasten. Das Buch der traditionellen Sekten und religiösen Sonderbewegungen. Quell Verlag, Stuttgart 1997, ISBN 3-7918-2130-X.
- (DE)  Matthias Pöhlmann (Hrsg.): „Ich habe euch noch viel zu sagen …“: Gottesboten – Propheten – Neuoffenbarer. EZW-Texte 169. Evangelische Zentralstelle für Weltanschauungsfragen, Berlin 2003, ISSN 0085-0357 (WC · ACNP)
- (DE)  Helmut Obst: Apostel und Propheten der Neuzeit. Vandenhoeck & Ruprecht, Göttingen 20004. ISBN 3-525-55438-9 und ISBN 3-525-55439-7. S. 233–264
- (DE)  Antoinette Stettler-Schär: Jakob Lorber: zur Psychopathologie eines Sektenstifters. Dissertation an der Medizinischen Fakultät der Universität Bern, 1966
- (DE)  Lothar Gassmann: Kleines Sekten-Handbuch Mago-Bücher, 2005, ISBN 3-9810275-0-7. S. 92-95
- (DE)  Michael Junge: Dokumentation um Jakob Lorber. Books on Demand GmbH, 2004, ISBN 3-8334-1562-2.